# Saint-Xandre
Saint-Xandre [sɛ̃ sɑ̃dʁ] est une commune française, située dans le département de la Charente-Maritime (région Nouvelle-Aquitaine).
Ses habitants sont appelés les Saint-Xandrais et les Saint-Xandraises.

## Géographie

### Situation géographique et description sommaire
Située dans la plaine d’Aunis, à 7 km au nord-est de La Rochelle, la commune comprend notamment, outre le centre-ville, les hameaux, villages ou lieux-dits de La Sauzaie, Trente Vents au nord-est, L'Aubreçay à l'ouest, La Ribotelière et Romagné. Ces deux derniers lieux-dits sont maintenant soudés à la ville-centre du fait de l'urbanisation linéaire. Le bourg même de Saint-Xandre s'est étendu progressivement jusqu'à la limite communale avec Puilboreau dont elle n'est distante que de quelques centaines de mètres.

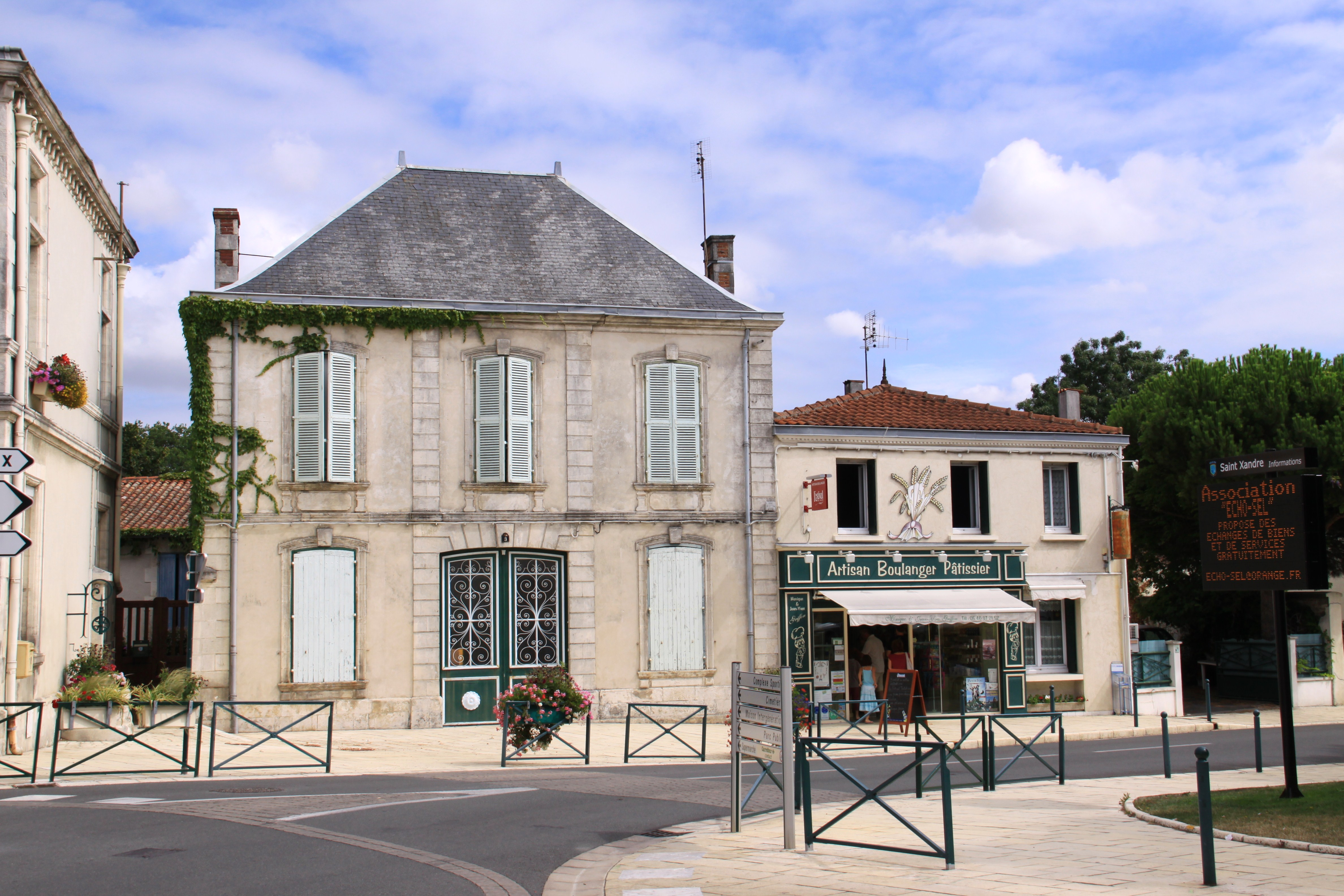
Une maison bourgeoise dans le centre-ville ancien et rénové de Saint-Xandre.

Saint-Xandre est devenue une commune périurbaine, faisant partie de la première couronne résidentielle de l'aire urbaine de La Rochelle.
Depuis le recensement de 1982. l'Insee l'a classée en commune urbaine. Elle doit son expansion urbaine à sa proximité de La Rochelle dont elle a développé la fonction résidentielle. La ville, qui jouxte pratiquement Puilboreau, constitue aujourd'hui le prolongement résidentiel au nord-est de l'agglomération rochelaise.
Cependant, le caractère rural de la commune reste encore marqué, où les terres agricoles côtoient les hameaux et le bourg.

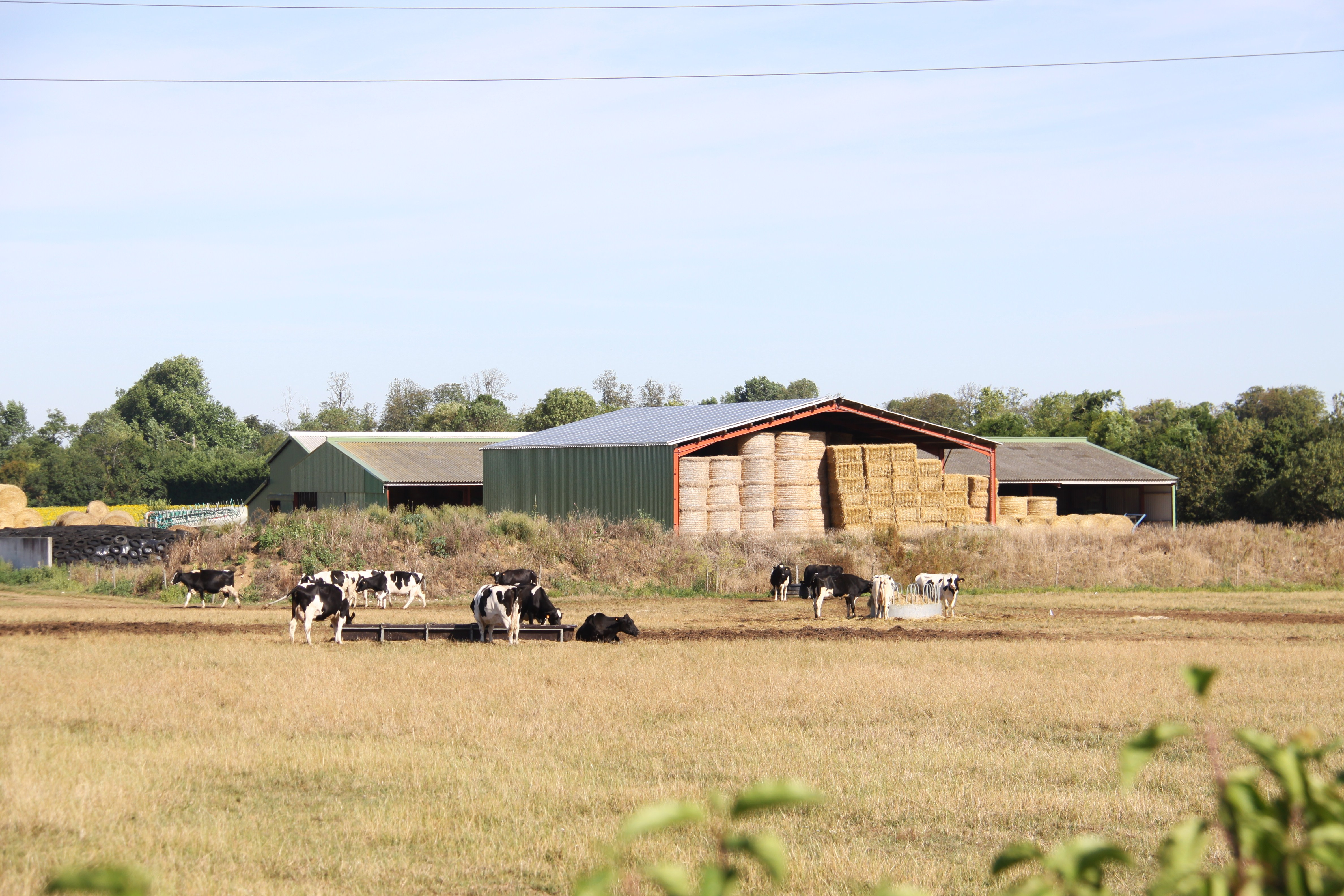
La céréaliculture et l'élevage de bovins font partie des principales activités agricoles de la commune.

### Communes limitrophes
| Marsilly      | Villedoux         |                          |
| Nieul-sur-Mer | Saint-Xandre      | Saint-Ouen-d'Aunis       |
| Puilboreau    | Dompierre-sur-Mer | Sainte-Soulle (sur 50 m) |

## Urbanisme

### Typologie
Au 1er janvier 2024, Saint-Xandre est catégorisée ceinture urbaine, selon la nouvelle grille communale de densité à 7 niveaux définie par l'Insee en 2022.
Elle appartient à l'unité urbaine de Saint-Xandre, une unité urbaine monocommunale constituant une ville isolée,. Par ailleurs la commune fait partie de l'aire d'attraction de La Rochelle, dont elle est une commune de la couronne,. Cette aire, qui regroupe 72 communes, est catégorisée dans les aires de 200 000 à moins de 700 000 habitants,.

### Occupation des sols
L'occupation des sols de la commune, telle qu'elle ressort de la base de données européenne d’occupation biophysique des sols Corine Land Cover (CLC), est marquée par l'importance des territoires agricoles (86,1 % en 2018), en diminution par rapport à 1990 (90,6 %). La répartition détaillée en 2018 est la suivante : 
terres arables (62,9 %), zones agricoles hétérogènes (15 %), zones urbanisées (13,9 %), prairies (8,2 %). L'évolution de l’occupation des sols de la commune et de ses infrastructures peut être observée sur les différentes représentations cartographiques du territoire : la carte de Cassini (XVIIIe siècle), la carte d'état-major (1820-1866) et les cartes ou photos aériennes de l'IGN pour la période actuelle (1950 à aujourd'hui).

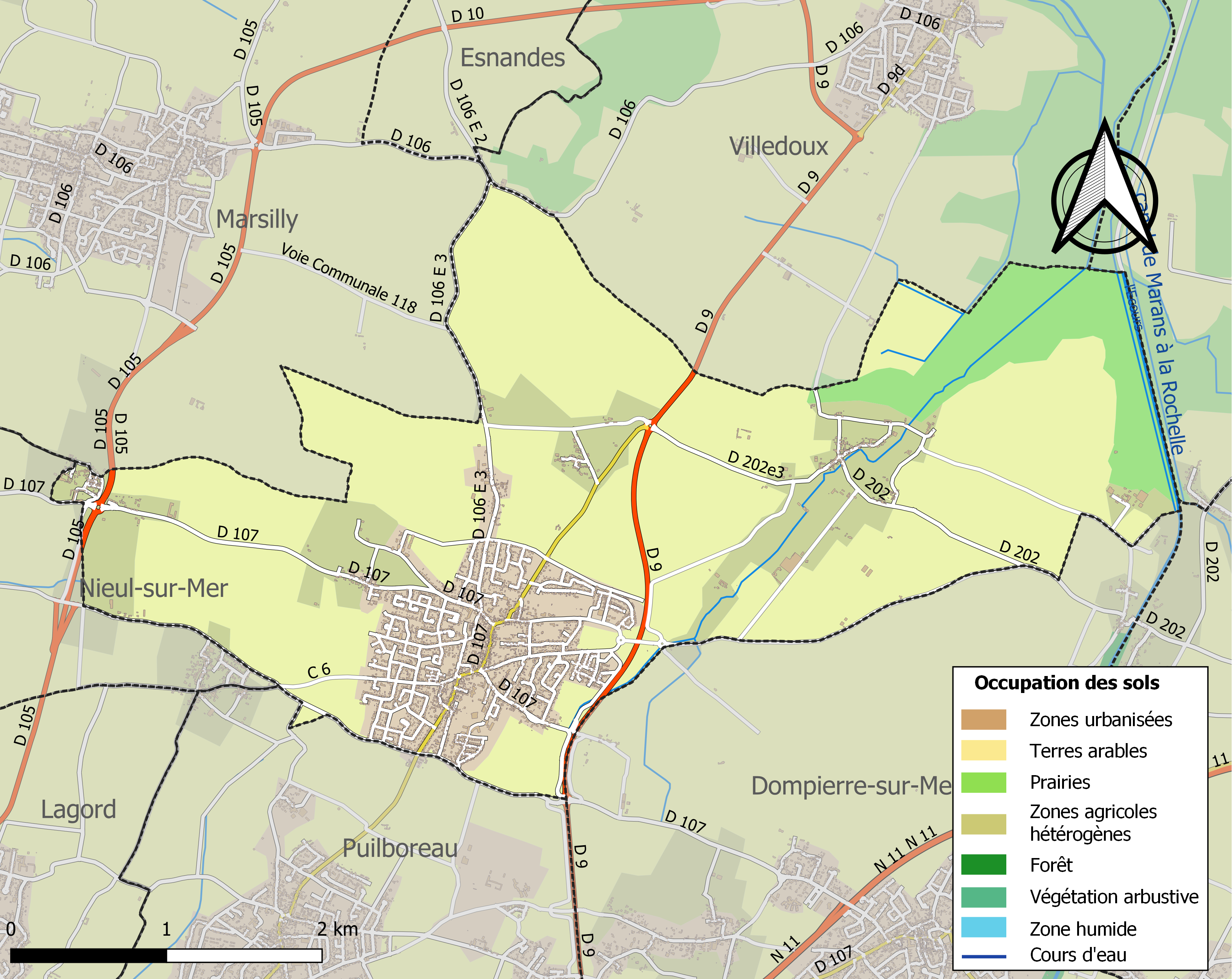
Carte des infrastructures et de l'occupation des sols de la commune en 2018 (CLC).

### Risques majeurs
Le territoire de la commune de Saint-Xandre est vulnérable à différents aléas naturels : météorologiques (tempête, orage, neige, grand froid, canicule ou sécheresse), mouvements de terrains et séisme (sismicité modérée). Il est également exposé à un risque technologique,  le transport de matières dangereuses. Un site publié par le BRGM permet d'évaluer simplement et rapidement les risques d'un bien localisé soit par son adresse soit par le numéro de sa parcelle. Depuis peu, la commune de Saint-Xandre a également été classée rouge envers les thermites.

#### Risques naturels

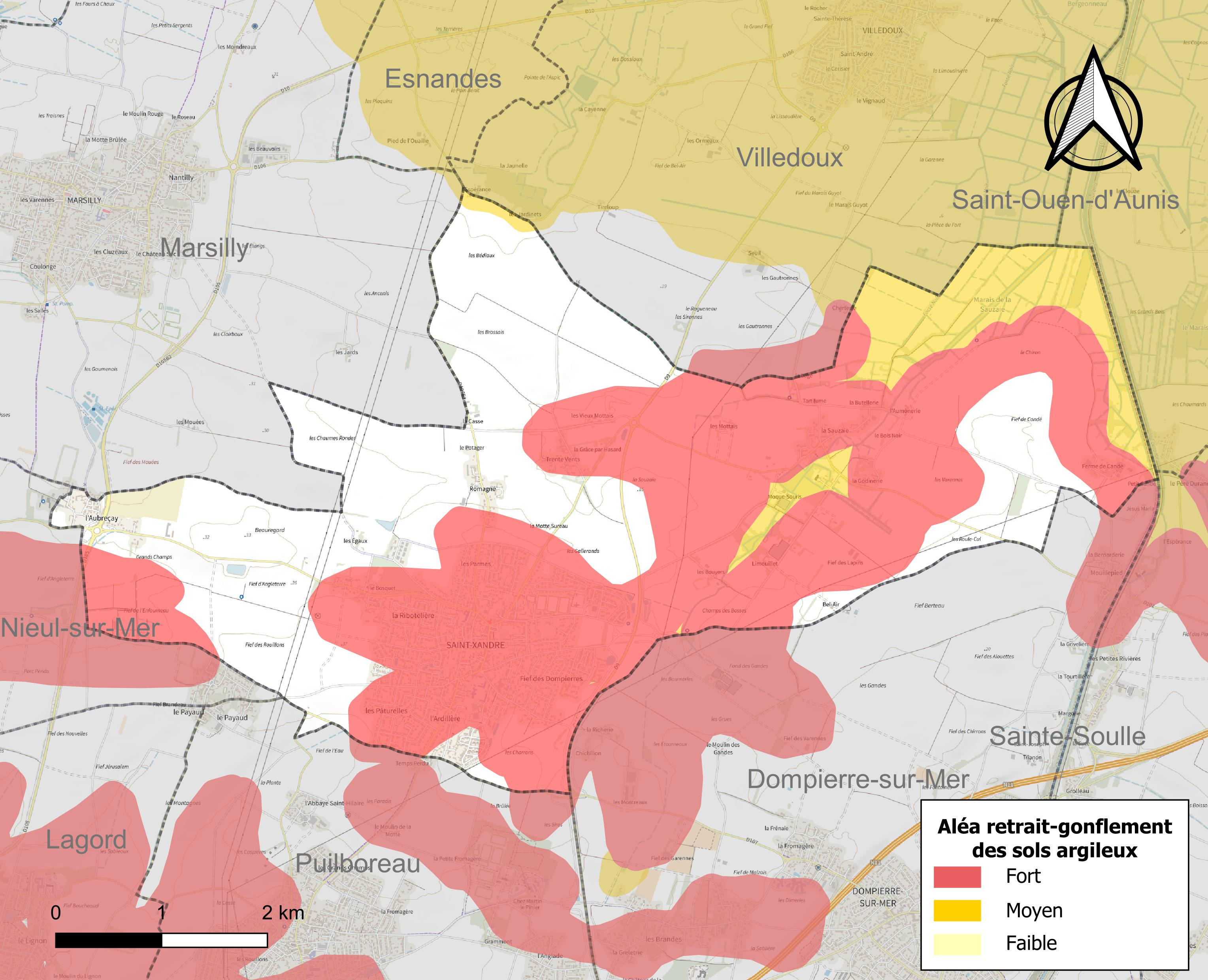
Carte des zones d'aléa retrait-gonflement des sols argileux de Saint-Xandre.

Les mouvements de terrains susceptibles de se produire sur la commune sont des tassements différentiels.
Le retrait-gonflement des sols argileux est susceptible d'engendrer des dommages importants aux bâtiments en cas d’alternance de périodes de sécheresse et de pluie. 60,6 % de la superficie communale est en aléa moyen ou fort (54,2 % au niveau départemental et 48,5 % au niveau national). Sur les 2 164 bâtiments dénombrés sur la commune en 2019,  1 955 sont en aléa moyen ou fort, soit 90 %, à comparer aux 57 % au niveau départemental et 54 % au niveau national. Une cartographie de l'exposition du territoire national au retrait gonflement des sols argileux est disponible sur le site du BRGM,.
Par ailleurs, afin de mieux appréhender le risque d’affaissement de terrain, l'inventaire national des cavités souterraines permet de localiser celles situées sur la commune.
La commune a été reconnue en état de catastrophe naturelle au titre des dommages causés par les inondations et coulées de boue survenues en 1982, 1999, 2001 et 2010. Concernant les mouvements de terrains, la commune a été reconnue en état de catastrophe naturelle au titre des dommages causés par la sécheresse en 1989, 1991, 1992, 1997 et 2003 et par des mouvements de terrain en 1999 et 2010.

#### Risques technologiques
Le risque de transport de matières dangereuses sur la commune est lié à sa traversée par une ou des infrastructures routières ou ferroviaires importantes ou la présence d'une canalisation de transport d'hydrocarbures. Un accident se produisant sur de telles infrastructures est susceptible d’avoir des effets graves sur les biens, les personnes ou l'environnement, selon la nature du matériau transporté. Des dispositions d’urbanisme peuvent être préconisées en conséquence.

## Toponymie
La commune doit son nom à saint Candide, par contraction de Saint Candide Sanctus Scandidus.

## Histoire
Une tradition locale raconte que le village fut créé par des « laboureurs » avant même la naissance de La Rochelle.
Au début du XVIIe siècle, le cardinal de Richelieu séjourna au château de la Sauzaie, domaine dépendant de Saint-Xandre, pendant le siège de La Rochelle (1627-1628).
Durant la Seconde Guerre mondiale, les autorités d'occupation nazie et la milice proallemande de la Rochelle installent le camp d'enfermement de prisonniers FTP et FFI à La Sauzaie.
Longtemps demeurée un territoire rural et fortement agricole aux portes de La Rochelle, la commune a subi d'importantes transformations de ses paysages depuis les années 1980. Actuellement[Quand ?] intégrée à la communauté d'agglomération de La Rochelle, Saint-Xandre figure encore parmi l'une des  communes qui comptent le plus d’exploitations agricoles, même si cette activité n’occupe qu’une minorité de ses habitants.
La commune dispose en outre d’une vie associative dense en raison de sa vitalité démographique.

## Politique et administration

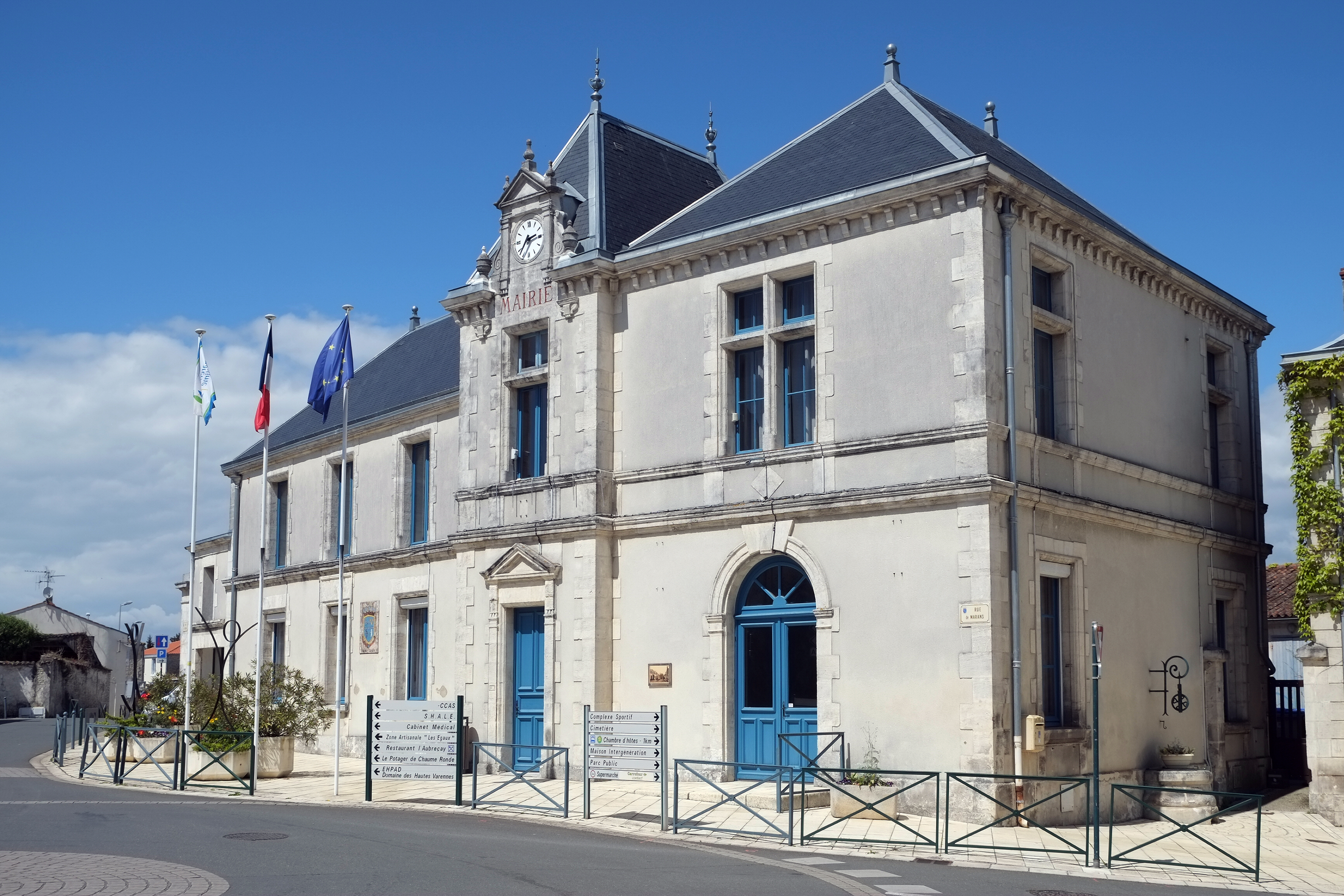
La mairie.

### Liste des maires
| Période                                  | Période   | Identité                   | Étiquette                | Qualité |
| ---------------------------------------- | --------- | -------------------------- | ------------------------ | --- |
| mars 1983                                | mars 2008 | Jacques Giard, (1929-2020) | PRG                      | Vice-président de la CA de La Rochelle                                                                                    |
| mars 2008                                | juin 2020 | Christian Pérez (1948- )   | app. PRG                 | Retraité de la fonction publique 1er vice-président de la CA de La Rochelle (2014 → 2020)                                 |
| juin 2020                                | En cours  | Évelyne Ferrand (1959- )   | DVD (ex-LR) Centre droit | Fonctionnaire Conseillère départementale du canton de Lagord (2015 → ) Vice-présidente du conseil départemental (2015 → ) |
| Les données manquantes sont à compléter. |           |                            |                          | |

### Politique environnementale
Dans son palmarès 2024, le Conseil national de villes et villages fleuris de France a attribué deux fleurs à la commune.

## Démographie
L'évolution du nombre d'habitants est connue à travers les recensements de la population effectués dans la commune depuis 1793. Pour les communes de moins de 10 000 habitants, une enquête de recensement portant sur toute la population est réalisée tous les cinq ans, les populations de référence des années intermédiaires étant quant à elles estimées par interpolation ou extrapolation. Pour la commune, le premier recensement exhaustif entrant dans le cadre du nouveau dispositif a été réalisé en 2007.

En 2022, la commune comptait 5 531 habitants, en évolution de +17,23 % par rapport à 2016 (Charente-Maritime : +4,04 %, France hors Mayotte : +2,11 %).
| 1793  | 1800  | 1806  | 1821  | 1831  | 1836  | 1841  | 1846  | 1851  |
| ----- | ----- | ----- | ----- | ----- | ----- | ----- | ----- | ----- |
| 1 528 | 1 152 | 1 043 | 1 102 | 1 126 | 1 385 | 1 451 | 1 365 | 1 405 |

| 1856  | 1861  | 1866  | 1872  | 1876  | 1881  | 1886  | 1891  | 1896  |
| ----- | ----- | ----- | ----- | ----- | ----- | ----- | ----- | ----- |
| 1 441 | 1 455 | 1 424 | 1 337 | 1 304 | 1 319 | 1 295 | 1 193 | 1 132 |

| 1901  | 1906  | 1911  | 1921 | 1926 | 1931 | 1936 | 1946  | 1954  |
| ----- | ----- | ----- | ---- | ---- | ---- | ---- | ----- | ----- |
| 1 039 | 1 026 | 1 037 | 964  | 962  | 931  | 901  | 1 050 | 1 185 |

| 1962  | 1968  | 1975  | 1982  | 1990  | 1999  | 2006  | 2007  | 2012  |
| ----- | ----- | ----- | ----- | ----- | ----- | ----- | ----- | ----- |
| 1 285 | 1 413 | 2 135 | 2 987 | 3 279 | 4 121 | 4 470 | 4 519 | 4 369 |

| 2017  | 2022  | - | - | - | - | - | - | - |
| ----- | ----- | - | - | - | - | - | - | - |
| 4 848 | 5 531 | - | - | - | - | - | - | - |

## Lieux et monuments
- L'église Saint-Candide.
- Le château de La Sauzaie, demeure datant des XVIIe et XVIIIe siècles, où le cardinal Richelieu séjourna pendant le siège de La Rochelle.
- Le château du Bosquet, La Ribotelière
- Le château de Limouillet

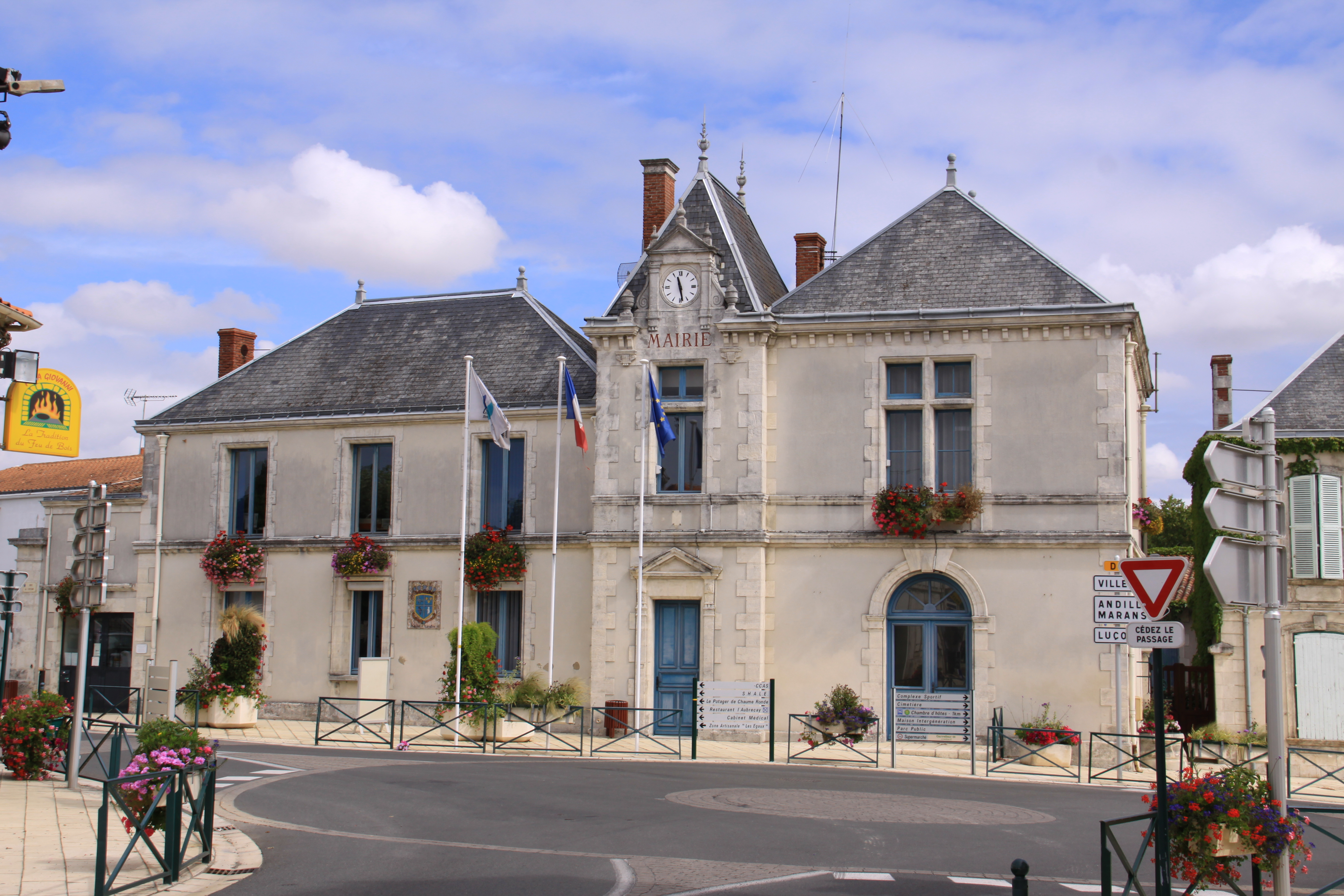
La mairie.
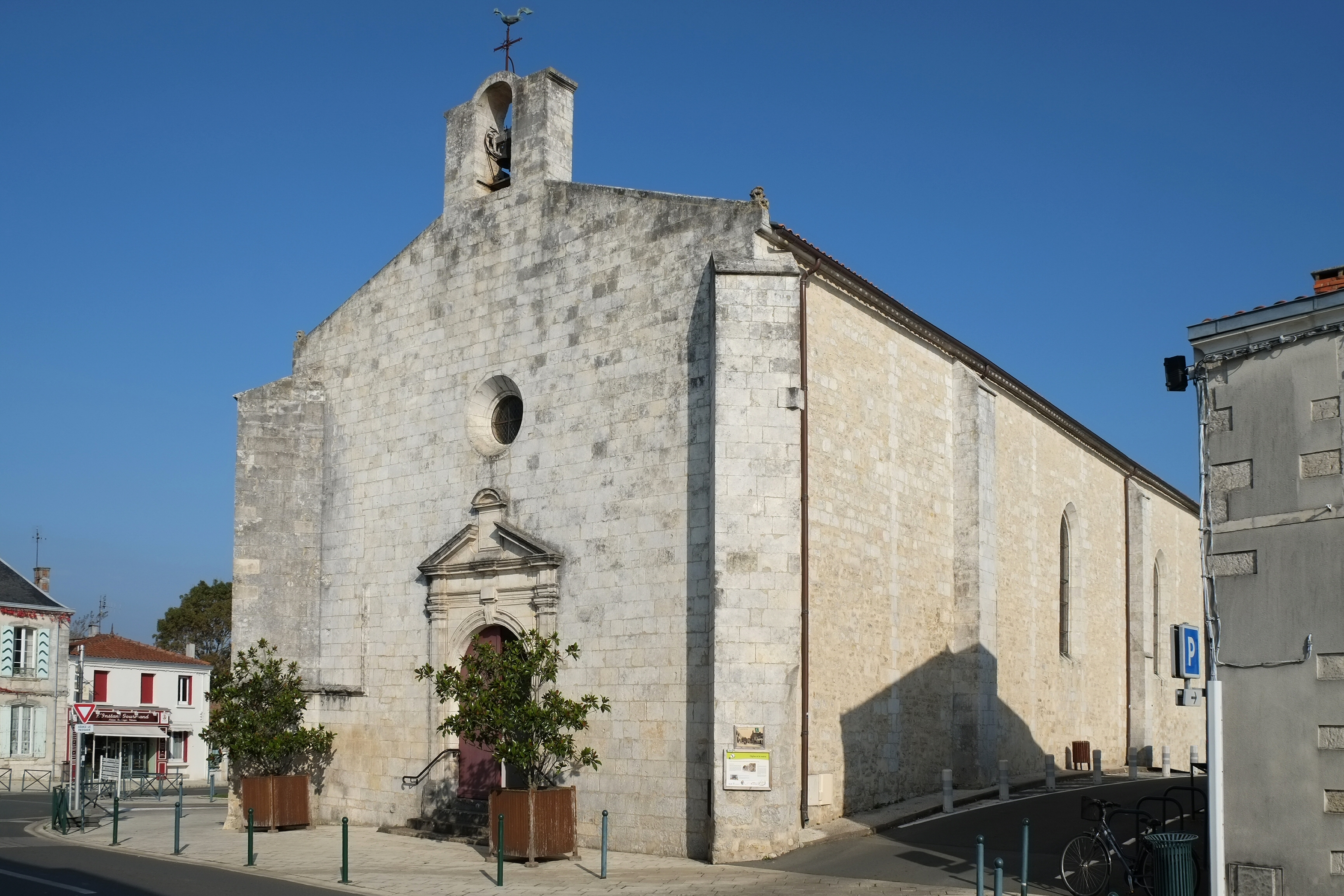
Église Saint-Candide.
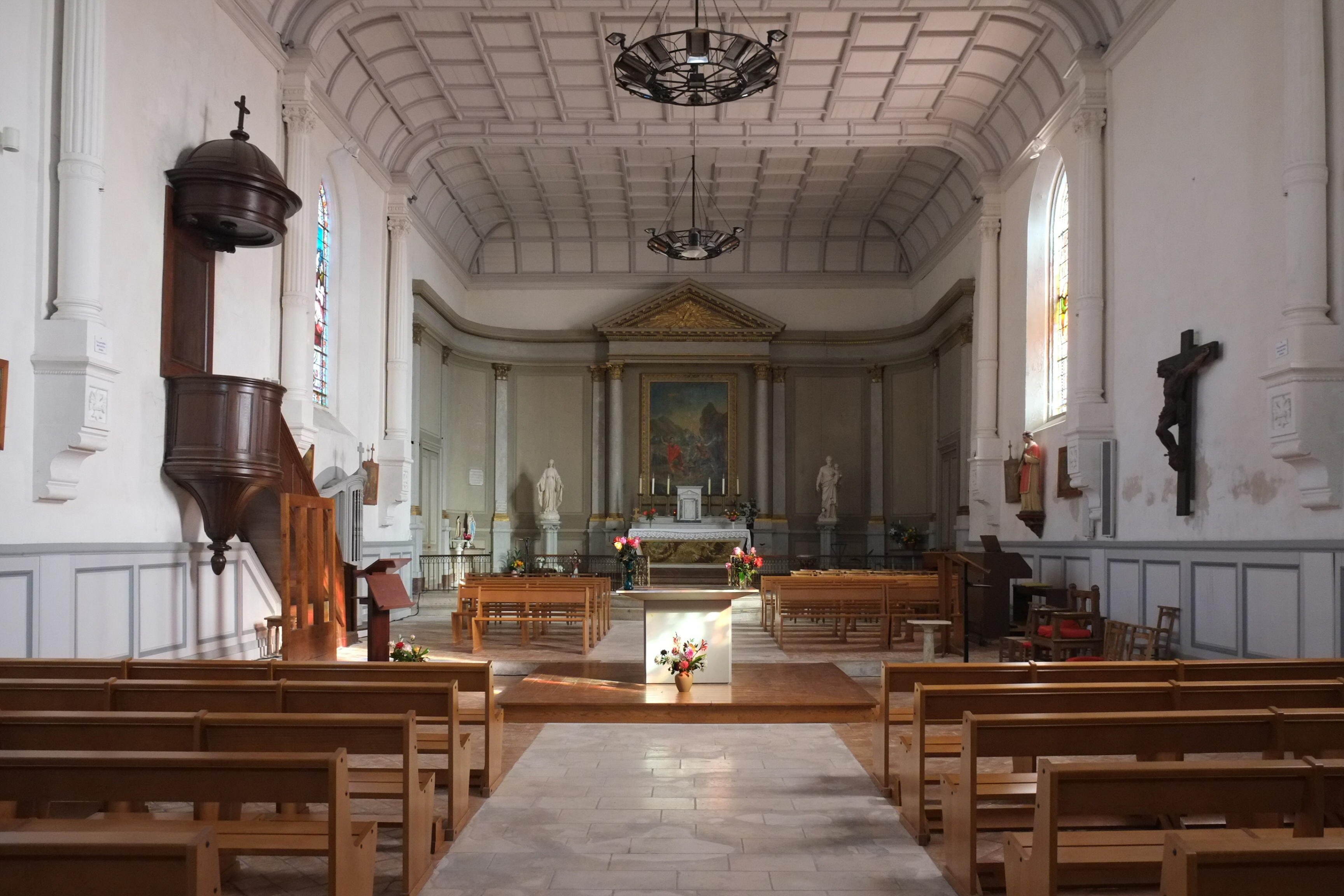
Nef de l'église Saint-Candide.

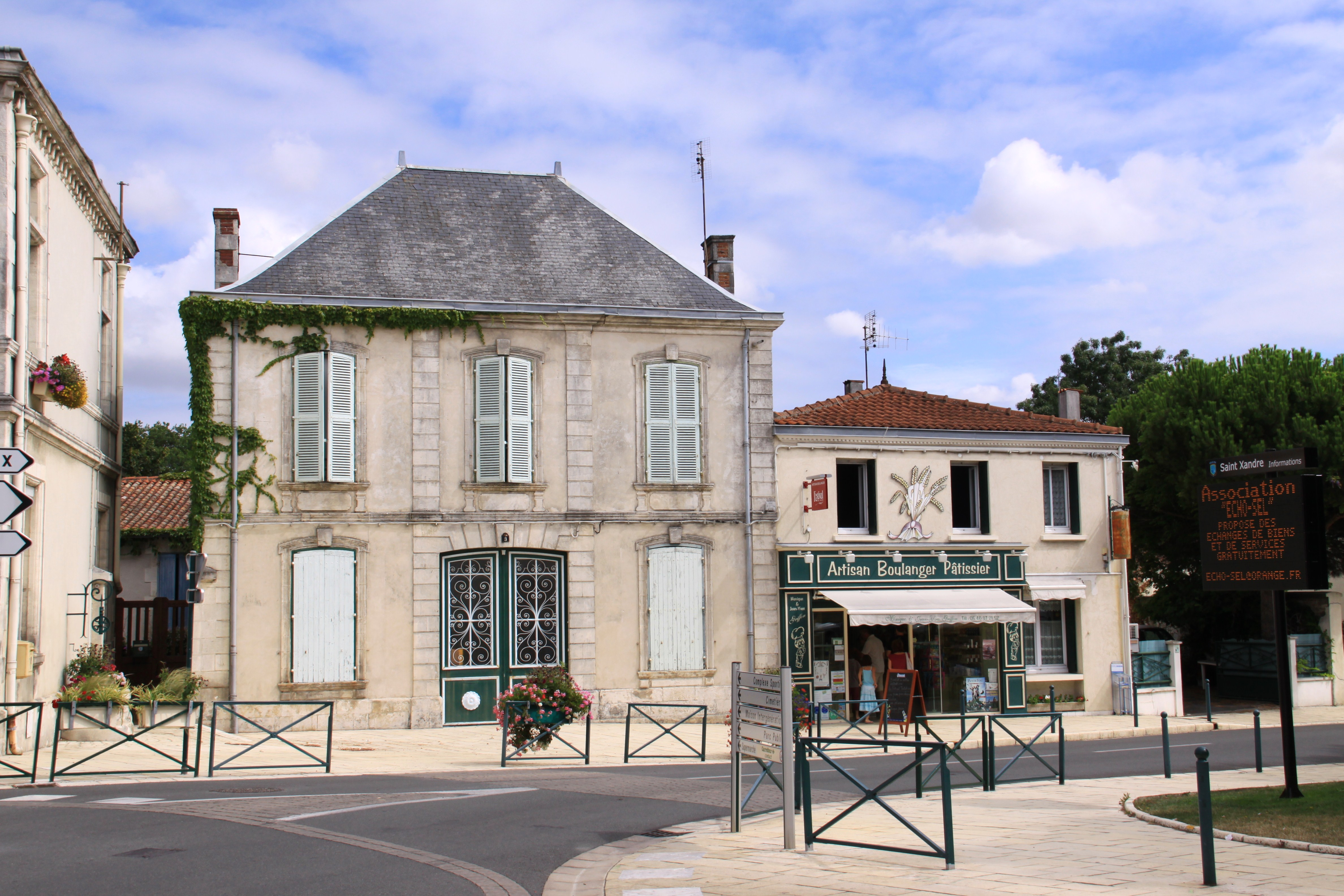
Une maison bourgeoise et la boulangerie.
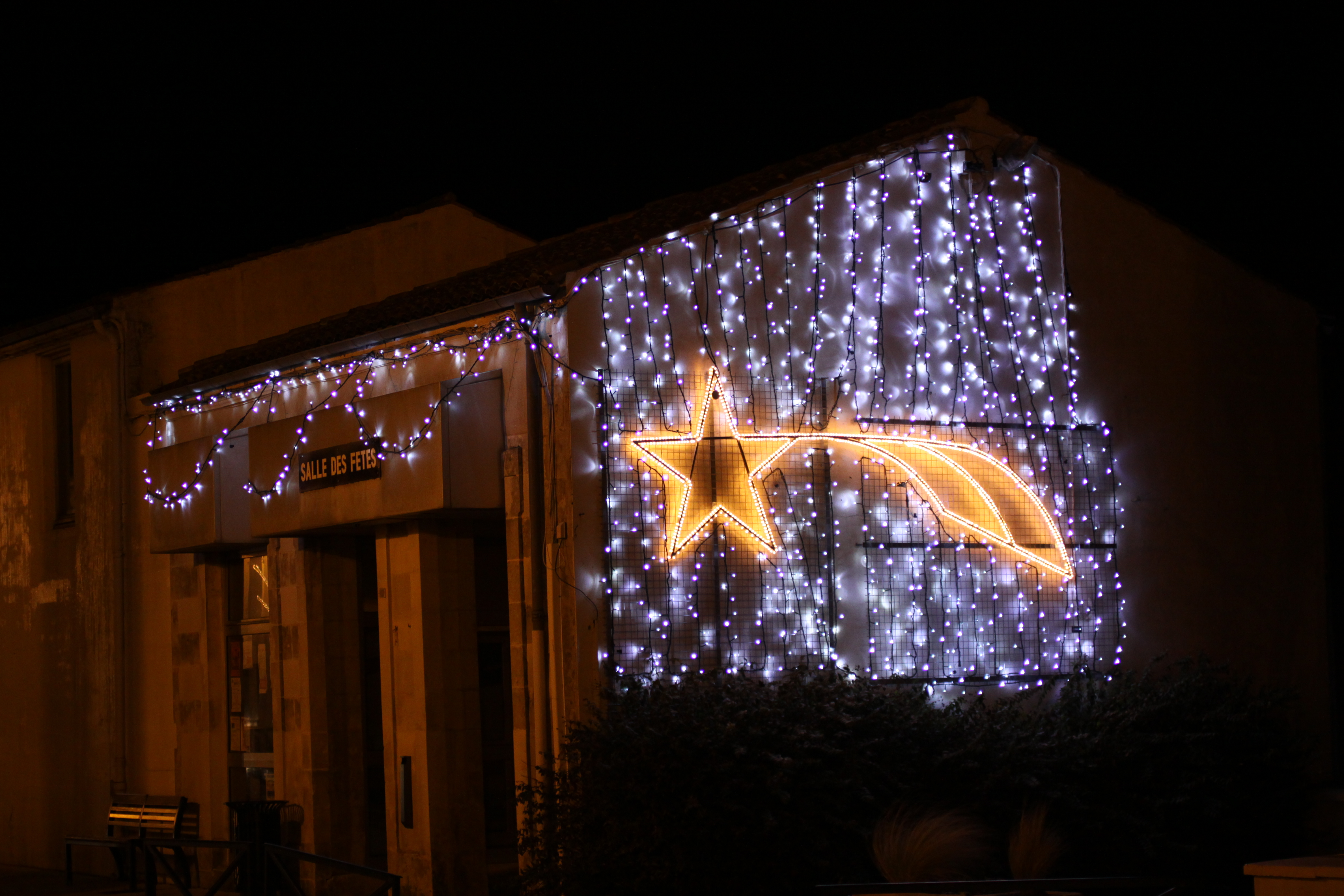
La salle des fêtes illuminée.
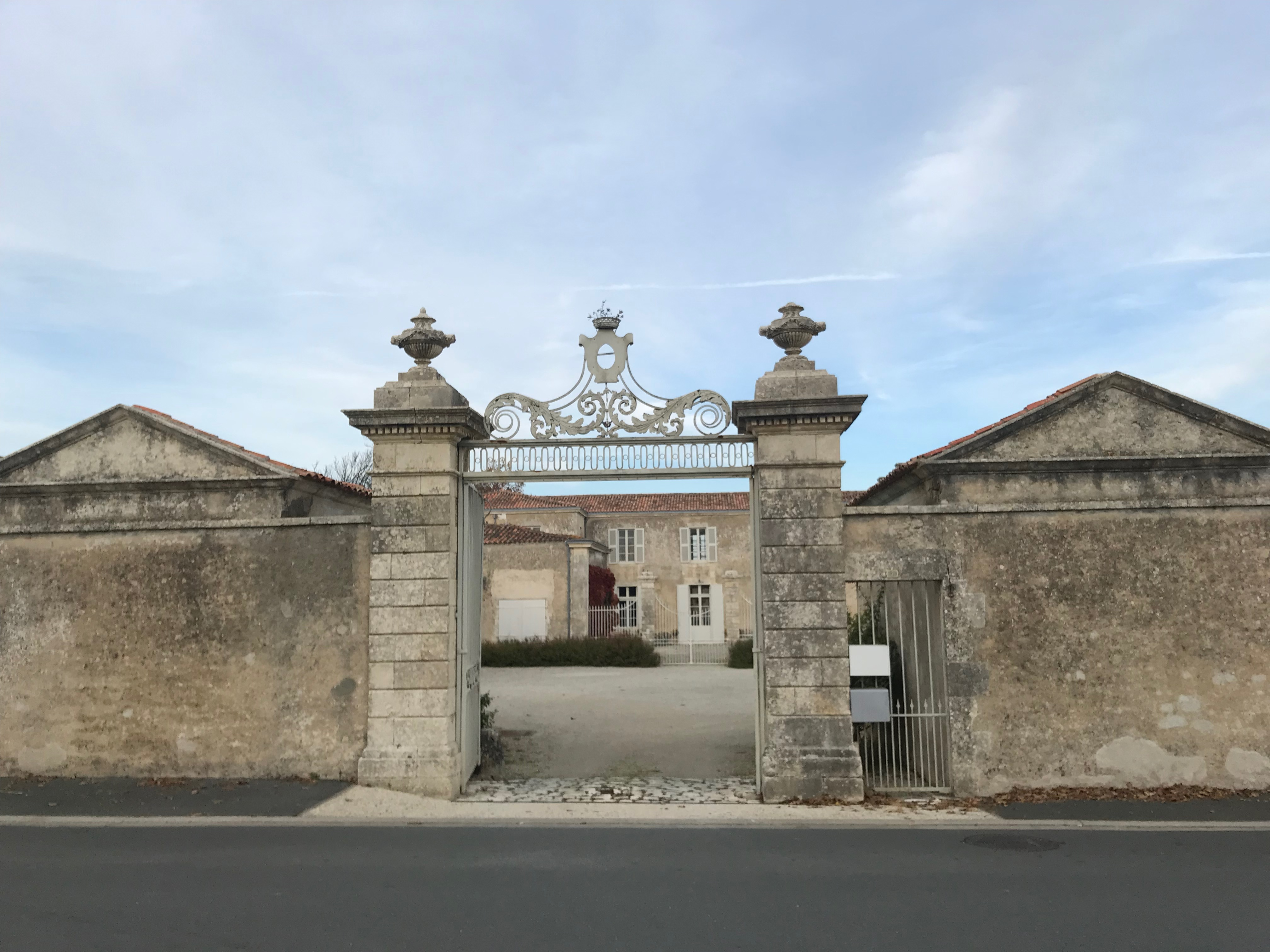
Château du Bosquet, La Ribotelière
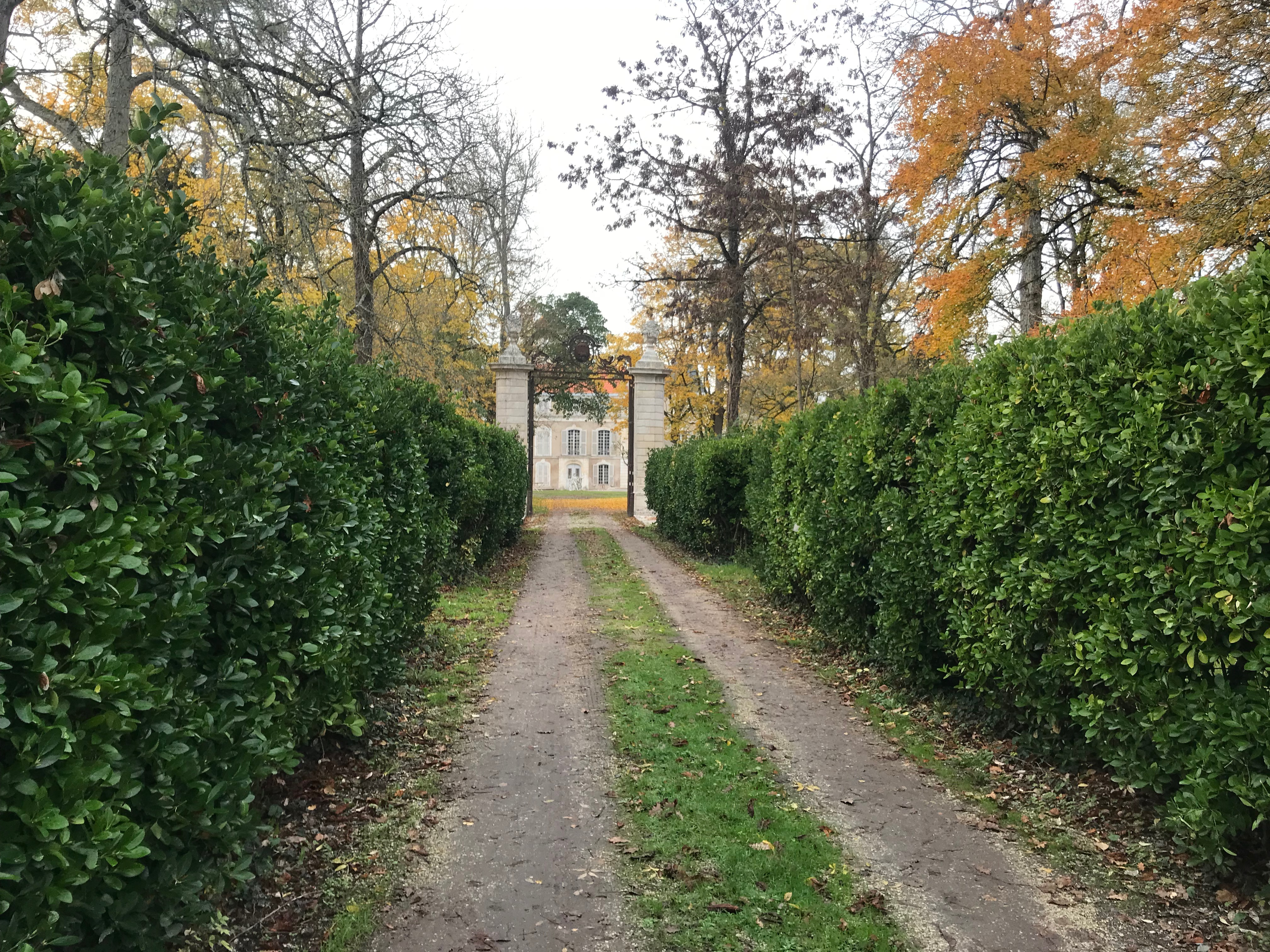
Château de la Sauzaie

## Personnalités liées à la commune
- Denis Goguet (1704-1778), négociant et armateur
- Charles Paul Émile de Chérisey (1725-1799), chef d'escadre
- Arthur Rivaille (1817-1879), homme politique
- Ferdinand Faideau (1862-1930), enseignant, vice -Président de la Société des Sciences Naturelles de la Charente-Maritime - une allée du Parc Charruyer à La Rochelle porte son nom.

## Héraldique
| Blason de Saint-Xandre | Blason  | D’azur écartelé par un filet d’argent : au 1er à la perdrix couronnée du même, au 2e aux trois fleurs de lys d’or, au 3e à la grappe de raisin de gueules tigée au naturel, au 4e à saint Xandre auréolé d’argent tenant une palme du même dans sa dextre. DeviseLes hommes passent, la nation demeure. |
| Blason de Saint-Xandre | Détails | * Il y a là non-respect de la règle de contrariété des couleurs : ces armes sont fautives (gueules sur azur). Le statut officiel du blason reste à déterminer. |